# Apel·les d'Heraclea
Apel·les d'Heraclea (grec antic: Απελληζ) (segle I) és un personatge bíblic venerat com a sant per l'església catòlica i ortodoxa.
El seu nom apareix al Nou Testament, en concret a la Carta als Romans, de l'apòstol Pau.［Rm 16:10］ Pertany al grup dels setanta deixebles de Jesucrist. Segons la llegenda, la font de la qual va ser l'obra de Pseudo-Hipòlit va ser col·locat al sinaxari de Constantinoble. S'identifica amb el bisbe d'Heraclea (segurament Heraclea de Perint). En el martirologi romà s'esmenta dins del grup, en la data del 21 d'abril, com el primer bisbe d'Esmirna. Es commemora el dia 31 d'octubre.